# Deurne-Bevekom
Deurne-Bevekom (Frans: Tourinnes-Beauvechain) is een voormalige gemeente op het grondgebied van de huidige provincie Waals-Brabant. De gemeente bestond uit de dorpen Bevekom en Deurne.

## Geschiedenis
Tijdens het ancien régime lagen Deurne en Bevekom in een Luikse enclave binnen het hertogdom Brabant. Op de Ferrariskaart uit de jaren 1770 is deze enclave weergegeven met daarin de dorpen Tourrinnes en Bevecom ou Beauvechin.
Op het eind van het ancien régime werden Bevekom (Beauvechain) en Deurne (Tourinnes-la-Grosse) beide een zelfstandige gemeente. In 1810 werden deze gemeente verenigd in de gemeente Deurne-Bevekom. Een tijd na de Belgische onafhankelijkheid werd in 1841 de gemeente weer opgesplitst.
Deelgemeenten: Bevekom · Deurne · Hamme-Mille · Nodebeek · Sluizen 

Overige dorpen en gehuchten: Hamme · La Bruyère · Les Burettes · Mille · Sclimpré

Belgische gemeenten · Arrondissement Nijvel · Waals-Brabant · Wallonië